# Deborah Lipstadt

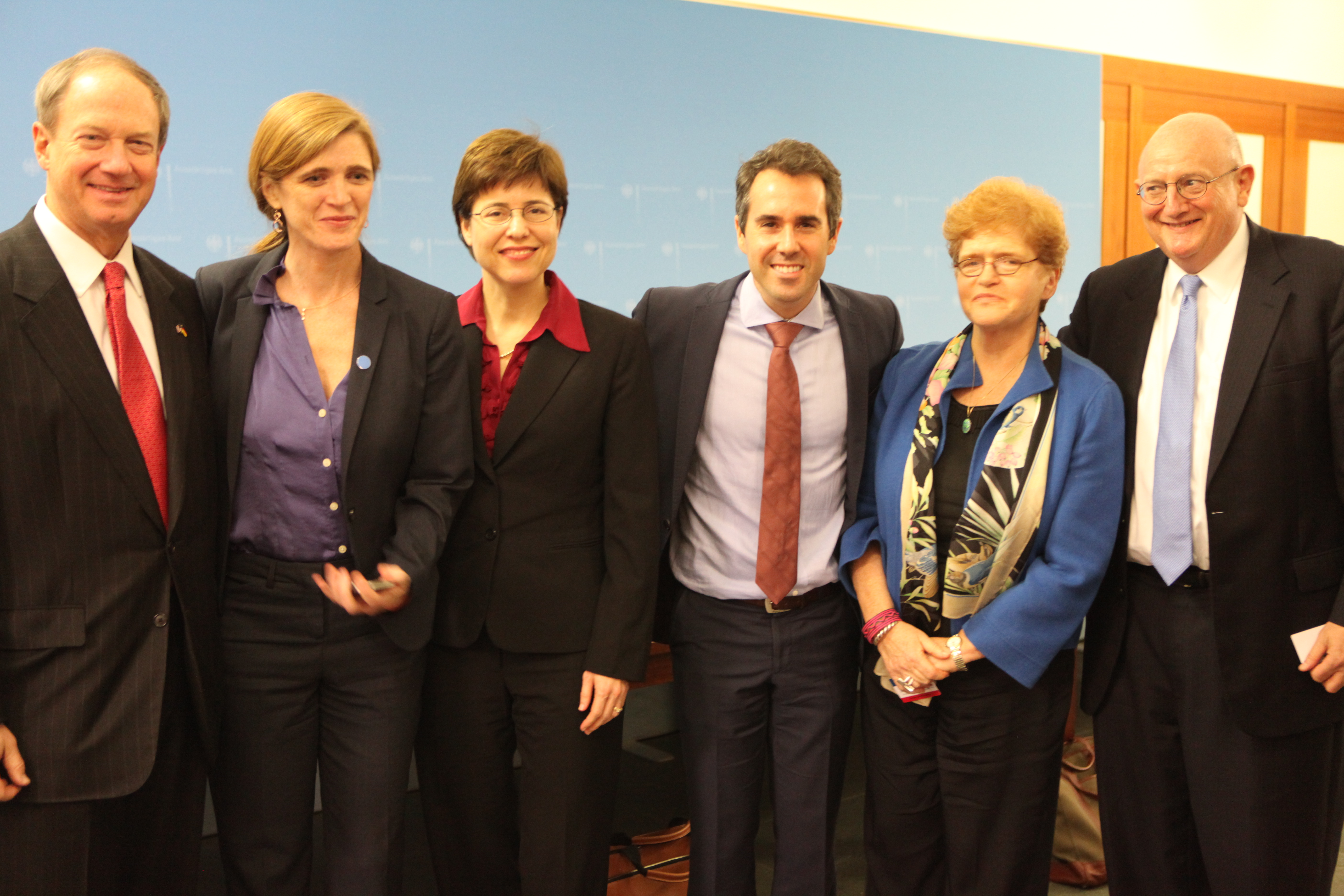
Deborah Lipstadt con gli altri membri della delegazione presidenziale alla conferenza OSCE del 2014 sull'antisemitismo (da sinistra verso destra): l'Ambasciatore John B. Emerson, l'Ambasciatrice Samantha Power, Melissa Rogers, l'Ambasciatore Daniel Baer, la Dott.ssa Deborah Lipstadt e Ira Forman.

Deborah Esther Lipstadt (New York, 18 marzo 1947) è una storica statunitense, nota per i suoi studi sull'ebraismo e sul negazionismo dell'Olocausto: nella sua produzione spicca Denying the Holocaust in cui accusò David Irving di aver diffuso notizie false sullo sterminio nazista degli ebrei, affermazioni delle quali fu chiamata a rispondere in tribunale dallo stesso Irving venendo assolta.

## Biografia
Deborah Lipstadt è nata a New York da una famiglia ebrea statunitense, figlia di Miriam (1915–2013) ed Erwin Lipstadt (1903–1972). Ha una sorella maggiore, Hélène, una storica anch'ella, e un fratello minore, Nathaniel, un broker a Wall Street.
Da adolescente ha studiato all'Hebrew Institute di Long Island, e crebbe nel Queens. Successivamente ha studiato con il famoso rabbino e teologo Emanuel Rackman al Temple Shaarei Tefillah. Trascorse il suo anno da junior al college come studentessa di scambio presso a prestigiosa Università Ebraica di Gerusalemme, in Israele, proprio durante il turbolento periodo della Guerra dei sei giorni. Poi conseguì una laurea in storia al City College di New York nel 1969.
Professoressa di Storia moderna dell'ebraismo all'Università Emory, Deborah Lipstadt è divenuta nota per il suo libro Denying the Holocaust ("Negare l'Olocausto"), pubblicato nel 1993, in cui descrive e condanna il fenomeno contemporaneo del negazionismo dell'Olocausto. Dopo la pubblicazione di Denying the Holocaust nel giugno 1993, Lipstadt ha ricevuto il National Jewish Book Award del 1994. Già consulente dello United States Holocaust Memorial Museum di Washington, nel 1994 il presidente Bill Clinton l'ha nominata allo "United States Holocaust Memorial Council".
Per questo libro, il 5 settembre 1996 la storica è stata citata in tribunale, insieme alla casa editrice Penguin Books, dal saggista britannico dichiaratamente negazionista David Irving, che ha accusato entrambi di diffamazione.
Il processo Irving v. Penguin Books, Deborah Lipstadt è durato fino al 2000 e si è concluso con l'assoluzione della Lipstadt, stabilendo che Irving è effettivamente un razzista, un negazionista dell'Olocausto e che ha travisato e manipolato deliberatamente prove storiche sulla Shoah per ragioni ideologiche con il fine di rappresentare favorevolmente la figura di Adolf Hitler. La storia del processo è stata successivamente raccontata dalla stessa Lipstadt nel 2005 nel libro History on Trial: My Day in Court with a Holocaust Denier, da cui nel 2016 è stato tratto il film di successo La verità negata, diretto da Mick Jackson, in cui la Lipstadt è interpretata da Rachel Weisz.
Nel maggio del 2022 è stata nominata "Inviato Speciale degli Stati Uniti per il Monitoraggio e la lotta all'Antisemitismo", con il rango di Ambasciatrice, dal Presidente Joe Biden. La storica ha ricoperto tale carica fino al gennaio 2025.
Nel 2023 Lipstadt è stata inserita nella lista delle 100 persone più influenti al mondo dalla rivista Time.

## Opere

### Saggi
- Deborah Lipstadt, An outline of American Zionist history 1759-1948, Waltham, Brandeis University, 1971.
- Deborah Lipstadt, The Zionist Career of Louis Lipsky, 1900-1921, New York, Arno Press, 1982, ISBN 978-0405140860.
- Deborah Lipstadt, Beyond Belief: The American Press and the Coming of the Holocaust, 1933–1945, New York, Free Press, 1986, ISBN 0-02-919161-0.
- Deborah Lipstadt, Denying the Holocaust: The Growing Assault on Truth and Memory, New York, Plume, 1993, ISBN 0-452-27274-2.
- Deborah Lipstadt, History on Trial: My Day in Court with a Holocaust Denier, New York, ECCO, 2005, ISBN 0-06-059376-8.
- Deborah Lipstadt, The Eichmann Trial, New York, Nextbook Press/Schocken, 2011, ISBN 0-8052-4260-0.
- Deborah Lipstadt, Holocaust: An American Understanding, Rutgers University Press, 2016, ISBN 9780813564777.
- Deborah Lipstadt, Denial: Holocaust History on Trial, HarperCollins Publishers Inc, 2017, ISBN 9780062659651.
- Deborah Lipstadt, Antisemitism: Here and Now, Schocken, 2019, ISBN 9780805243376.

### Opere tradotte in italiano
- Deborah Lipstadt, Il processo Eichmann, Segrate, Giulio Einaudi, 2014, ISBN 978-88-0621-770-9.
- Deborah Lipstadt, La verità negata. La mia battaglia in tribunale contro chi ha negato l'Olocausto, Segrate, Arnoldo Mondadori, 2016, ISBN 978-88-0467-365-1.

## Onorificenze
Deborah Esther Lipstadt nel corso della sua carriera ha ricevuto delle lauree honoris causa da numerose istituzioni: tra queste figurano l'Ohio Wesleyan University, il John Jay College of Criminal Justice dell'Università della Città di New York, la Yeshiva University e il Jewish Theological Seminary.
Nel 1997, Lipstadt è stata insignita dell'Emory Williams Teaching Award per l'eccellenza nell'insegnamento. Ha anche ricevuto l'Albert D. Chernin Award da parte del Jewish Council for Public Affairs, che viene assegnato a "un ebreo statunitense il cui lavoro esemplifica al meglio gli imperativi di giustizia sociale dell'ebraismo, la storia ebraica e la protezione del Bill of Rights, in particolare il Primo Emendamento".

## Nella cultura di massa
- La verità negata, film diretto da Mick Jackson (Regno Unito e Stati Uniti, 2016)